# Ommatius aequalis
Ommatius aequalis är en tvåvingeart som först beskrevs av Becker 1925.  Ommatius aequalis ingår i släktet Ommatius och familjen rovflugor.
Artens utbredningsområde är Taiwan. Inga underarter finns listade i Catalogue of Life.